# Jack Rowell
Pour les articles homonymes, voir Rowell.
Jack Rowell, né le 1er novembre 1936 à Hartlepool (Angleterre) et mort le 1er juillet 2024, est un entraîneur et manager anglais de rugby à XV du club de Bath Rugby et aussi de l'Angleterre.

## Biographie
Jack Rowell naît le 1er novembre 1936 à Hartlepool en Angleterre.
Entre 1978 et 1994, Jack Rowell entraîne Bath Rugby pendant l'âge d'or, remportant huit Coupes John Player/Pilkington et cinq championnat d'Angleterre de rugby à XV.
Il est sélectionneur de l'équipe d'Angleterre de rugby à XV de 1995 à 1997. Il remplace Geoff Cooke, et il annonce son intention d'abandonner le jeu d'avants qui a fait la force de l'Angleterre et qui lui a permis de remporter de nombreux Tournois des Cinq Nations dans le passé, adoptant à la place un jeu basé sur la course. L'Angleterre de Jack Rowell remporte 21 des 29 matchs disputés, y compris le quart-de-finale de Coupe du monde 1995 contre l'Australie.
En 1998, il intègre la direction de Bristol Rugby, quand l'homme d'affaires Malcolm Pearce sauve le club de la disparition. En septembre 2000 il devient directeur exécutif.
En 2002, il revient à Bath Rugby comme directeur du rugby.
Le 1er juillet 2024, Jack Rowell meurt à l'âge de 87 ans,.

## Palmarès
- Bath Rugby
  - Vainqueur du Championnat d'Angleterre en 1989, 1991, 1992, 1993 et 1994